# Селіванова Олена Олександрівна
Селіванова Олена Олександрівна (нар. 5 грудня 1961, Генічеськ) — доктор філологічних наук, професор, заслужений працівник освіти України.

## Життєпис
Народилась 5 грудня 1961 у місті Генічеськ Херсонської області.
1983 року закінчила Філологічний факультет Київського державного університету ім. Т. Г. Шевченка та розпочала роботу у Черкаському педагочічному інституті (нині — Черкаський національний університет імені Богдана Хмельницького).